# Blattella lecarmata
Blattella lecarmata är en kackerlacksart som beskrevs av Roth, L. M. 1985. Blattella lecarmata ingår i släktet Blattella och familjen småkackerlackor.
Artens utbredningsområde är Kamerun. Inga underarter finns listade.